# Mytilinidiales
Mytilinidiales es un orden perteneciente a la clase Dothideomycetes.

## Familias
- Mytilinidiaceae
- Gloniaceae